# (9905) Тицано
(9905) Tiziano — типичный астероид главного пояса. Он был открыт 24 сентября 1960 года астрономами К. Й. ван Хаутеном, И. ван Хаутен-Груневельдом, Томом Герельсом в Паломарской обсерватории.

## Наблюдения
Всего на 25 декабря 2020 года этот астероид наблюдали 1599 раз.